# Ванюшка Ангушева
Ванюшка Ангушева е български университетски преподавател и съдия в Конституционния съд на Република България от 2009 г. до смъртта си през 2012 година.

## Биография
Родена е през 1939 година в Харманли. Завършва право в Юридическия факултет на СУ „Св. Климент Охридски“.
През 1980 г. защитава докторска дисертация, доцент по трудово и осигурително право.
Доц. д-р Ванюшка Ангушева е дългогодишен преподавател по трудово и осигурително право в Юридическия факултет на СУ „Св. Климент Охридски“, Великотърновския университет „Св. св. Кирил и Методий“, Нов български университет.
През 2009 г. президентът Георги Първанов я назначава за съдия в Конституционния съд на България с мандат 2009 – 2018 година. Ангушева почива в дома си на 19 април 2012 година.
През 2019 г. катедра „Трудово и осигурително право“ при Юридическия факултет на Софийския университет „Св. Климент Охридски“ организира Национална научно-практическа конференция в памет на доц. д-р Ванюшка Ангушева.